# Availles-Thouarsais
Availles-Thouarsais ist eine französische Gemeinde mit 184 Einwohnern (Stand: 1. Januar 2022) im Département Deux-Sèvres in der Region Nouvelle-Aquitaine. Sie gehört zum Arrondissement Parthenay und zum Kanton Le Val de Thouet. 

## Lage
Availles-Thouarsais liegt etwa 26 Kilometer ostnordöstlich von Bressuire und etwa 24 Kilometer nordnordöstlich von Parthenay am Thouet. Umgeben wird Availles-Thouarsais von den Nachbargemeinden Saint-Généroux im Norden, Irais im Nordosten und Osten sowie Airvault im Süden und Westen.

## Bevölkerungsentwicklung
| Jahr                       | 1962 | 1968 | 1975 | 1982 | 1990 | 1999 | 2006 | 2019 |
| Einwohner                  | 246  | 220  | 224  | 249  | 241  | 223  | 212  | 193  |
| Quellen: Cassini und INSEE |      |      |      |      |      |      |      |      |

## Sehenswürdigkeiten
- Kirche Saint-Hilaire
- Schloss Piogé, Monument historique

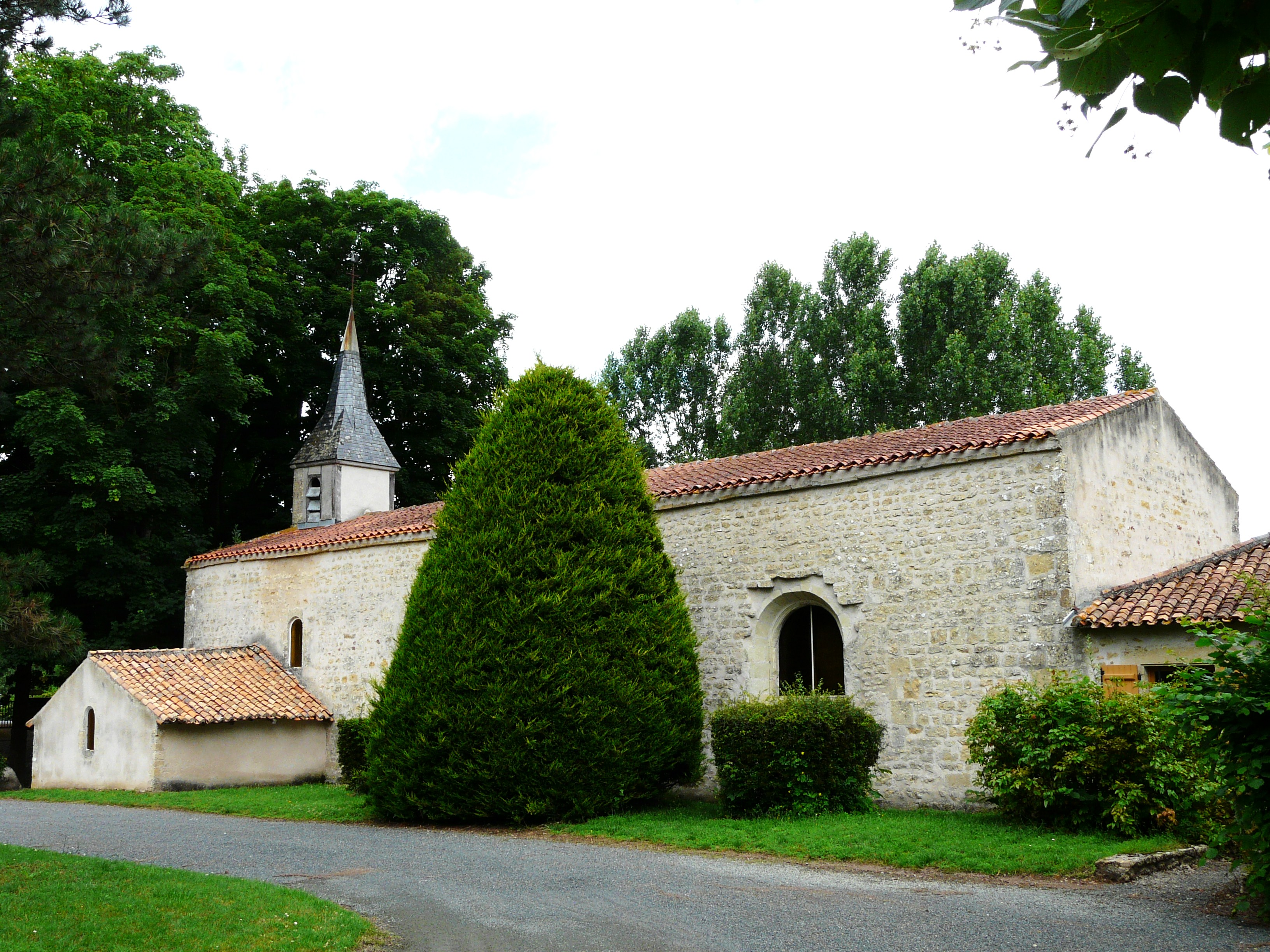
Kirche Saint-Hilaire
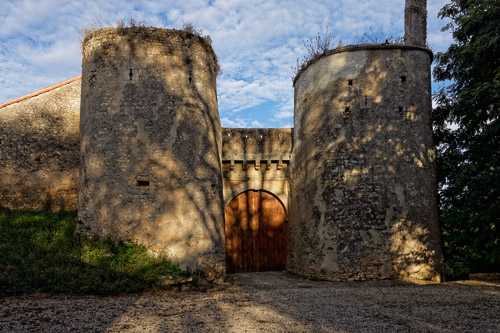
Burg Piogé